# Swagger & Stroll Down the Rabbit Hole
Swagger & Stroll Down the Rabbit Hole è il quinto album in studio del gruppo musicale svedese Diablo Swing Orchestra, pubblicato nel 2021.

## Tracce
1. Sightseeing in the Apocalypse – 2:14
2. War Painted Valentine – 4:01
3. Celebremos lo Inevitable (Let Us Celebrate the Inevitable) – 4:54
4. Speed Dating an Arsonist – 5:30
5. Jig of the Century – 4:32
6. The Sound of an Unconditional Surrender – 5:31
7. Malign Monologues – 5:00
8. Out Came the Hummingbirds – 4:21
9. Snake Oil Baptism – 4:40
10. Les Invulnérables (The Invulnerables) – 6:02
11. Saluting the Reckoning – 4:52
12. The Prima Donna Gauntlet – 5:05
13. Overture to a Ceasefire – 4:05

## Formazione
- Kristin Evegård – voce, piano
- Daniel Håkansson – voce, chitarra
- Pontus Mantefors – chitarra, sintetizzatore, FX
- Anders Johansson – basso
- Johannes Bergion – violoncello, cori
- Martin Isaksson – tromba, cori
- Daniel Hedin – trombone, cori
- Johan Norbäck – batteria, percussioni, cori